# Xysticus
Xysticus é um gênero de aranhas.

## Espécies
- Xysticus abditus Logunov, 2006 — Bulgaria, Turkey
- Xysticus abramovi Marusik & Logunov, 1995 — Tajikistan
- Xysticus acerbus Thorell, 1872 — Europe to Central Asia
  - Xysticus acerbus obscurior Kulczynski, 1895 — Ukraine
- Xysticus acquiescens Emerton, 1919 — Holarctic
- Xysticus advectus O. P.-Cambridge, 1890 — Guatemala, Costa Rica
- Xysticus adzharicus Mcheidze, 1971 — Georgia
- Xysticus aethiopicus L. Koch, 1875 — Ethiopia
- Xysticus albertensis Dondale, 2008 — Canada
- Xysticus albidus Grese, 1909 — Northern Europe, Russia
- Xysticus albolimbatus Hu, 2001 — China
- Xysticus albomaculatus Kulczynski, 1891 — Germany to Russia
- Xysticus alboniger Turnbull, Dondale & Redner, 1965 — USA, Canada
- Xysticus aletaiensis Hu & Wu, 1989 — China
- Xysticus alpicola Kulczynski, 1882 — Czech Republic, Slovakia, Poland, Ukraine
- Xysticus alpinistus Ono, 1978 — Nepal, China
- Xysticus alsus Song & Wang, 1994 — China
- Xysticus altaicus Simon, 1895 — Kazakhstan
- Xysticus altitudinis Levy, 1976 — Israel
- Xysticus ampullatus Turnbull, Dondale & Redner, 1965 — USA, Canada
- Xysticus anatolicus Demir, Aktas & Top�u, 2008 — Turkey
- Xysticus apachecus Gertsch, 1933 — USA
- Xysticus apalacheus Gertsch, 1953 — USA
- Xysticus apertus Banks, 1898 — México
- Xysticus apricus L. Koch, 1876 — Italy
- Xysticus aprilinus Bryant, 1930 — USA
- Xysticus arenarius Thorell, 1875 — Ukraine
- Xysticus arenicola Simon, 1875 — France
- Xysticus argenteus Jézéquel, 1966 — Ivory Coast
- Xysticus asper (Lucas, 1838) — Canary Islands
- Xysticus atevs Ovtsharenko, 1979 — Russia
- Xysticus atrimaculatus Bösenberg & Strand, 1906 — China, Korea, Japan
- Xysticus auctificus Keyserling, 1880 — USA, Canada
- Xysticus audax (Schrank, 1803) — Palearctic
  - Xysticus audax massanicus Simon, 1932 — France
- Xysticus audaxoides Zhang, Zhang & Song, 2004 — China
- Xysticus austrosibiricus Logunov & Marusik, 1998 — Russia, Mongolia
- Xysticus autumnalis L. Koch, 1875 — New South Wales
- Xysticus aztecus Gertsch, 1953 — México
- Xysticus bacurianensis Mcheidze, 1971 — Turkey, Russia, Georgia, Azerbaijan
- Xysticus bakanas Marusik & Logunov, 1990 — Kazakhstan
- Xysticus baltistanus (Caporiacco, 1935) — Russia, Central Asia, Mongolia, China
- Xysticus banksi Bryant, 1933 — USA
- Xysticus barbatus Caporiacco, 1936 — Libya
- Xysticus benefactor Keyserling, 1880 — USA, Canada
- Xysticus bengalensis Tikader & Biswas, 1974 — India
- Xysticus bengdakus Saha & Raychaudhuri, 2007 — India
- Xysticus beni Strand, 1913 — Central África
- Xysticus berlandi Schenkel, 1963 — China
- Xysticus bermani Marusik, 1994 — Russia
- Xysticus bharatae Gajbe & Gajbe, 1999 — India
- Xysticus bicolor L. Koch, 1867 — Greece
- Xysticus bicuspis Keyserling, 1887 — USA
- Xysticus bifasciatus C. L. Koch, 1837 — Palearctic
- Xysticus bilimbatus L. Koch, 1875 — New South Wales
- Xysticus bimaculatus L. Koch, 1867 — Queensland
- Xysticus bliteus (Simon, 1875) — Mediterranean
- Xysticus boesenbergi Charitonov, 1928 — Germany
- Xysticus bolivari Gertsch, 1953 — México
- Xysticus bonneti Denis, 1938 — Palearctic
- Xysticus bradti Gertsch, 1953 — México
- Xysticus breviceps O. P.-Cambridge, 1885 — India
- Xysticus brevidentatus Wunderlich, 1995 — Italy, Albania, Croatia, Yugoslavia
- Xysticus britcheri Gertsch, 1934 — Russia, Alaska, Canada, USA
- Xysticus brunneitibiis Caporiacco, 1939 — Ethiopia
- Xysticus bufo (Dufour, 1820) — Mediterranean
- Xysticus californicus Keyserling, 1880 — USA
- Xysticus canadensis Gertsch, 1934 — Russia, USA, Canada
- Xysticus canariensis (Wunderlich, 1987) — Canary Islands
- Xysticus caperatoides Levy, 1976 — Israel
- Xysticus caperatus Simon, 1875 — Mediterranean, Russia
- Xysticus caspicus Utochkin, 1968 — Russia, Turkmenistan
- Xysticus caucasius L. Koch, 1878 — Georgia
- Xysticus chaparralis Schick, 1965 — USA
- Xysticus charitonowi Mcheidze, 1971 — Georgia
- Xysticus chippewa Gertsch, 1953 — Holarctic
- Xysticus chui Ono, 1992 — Taiwan
- Xysticus clavulus (Wunderlich, 1987) — Canary Islands
- Xysticus clercki (Audouin, 1826) — Egypt, Ethiopia
- Xysticus cochise Gertsch, 1953 — USA
- Xysticus coloradensis Bryant, 1930 — USA
- Xysticus concinnus Kroneberg, 1875 — Central Asia
- Xysticus concretus Utochkin, 1968 — Russia, China, Korea, Japan
- Xysticus concursus Gertsch, 1934 — USA
- Xysticus conflatus Song, Tang & Zhu, 1995 — China
- Xysticus connectens Kulczynski, 1901 — China
- Xysticus cor Canestrini, 1873 — Southern Europe, Azores
- Xysticus corsicus Simon, 1875 — Corsica
- Xysticus cribratus Simon, 1885 — Mediterranean to China, Sudan
- Xysticus crispabilis Song & Gao, 1996 — China
- Xysticus cristatus (Clerck, 1757) — Palearctic
- Xysticus croceus Fox, 1937 — India, Nepal, Bhutan, China, Korea, Taiwan, Japan
- Xysticus cunctator Thorell, 1877 — USA, Canada
- Xysticus curtus Banks, 1898 — México
- Xysticus daisetsuzanus Ono, 1988 — Japan
- Xysticus dali Li & Yang, 2008 — China
- Xysticus davidi Schenkel, 1963 — China
- Xysticus deichmanni Sørensen, 1898 — Canada, Alaska, Greenland
- Xysticus demirsoyi Demir, Topçu & Türkes, 2006 — Turkey
- Xysticus denisi Schenkel, 1963 — China
- Xysticus desidiosus Simon, 1875 — Europe
- Xysticus discursans Keyserling, 1880 — North America
- Xysticus diversus (Blackwall, 1870) — Sicily
- Xysticus dolpoensis Ono, 1978 — Nepal, China
- Xysticus doriai (Dalmas, 1922) — Italy
- Xysticus durus (Sørensen, 1898) — USA, Canada, Greenland
- Xysticus dzhungaricus Tyschchenko, 1965 — Russia, Central Asia to China
- Xysticus edax (O. P.-Cambridge, 1872) — Turkey, Israel
- Xysticus egenus Simon, 1886 — West África
- Xysticus elegans Keyserling, 1880 — USA, Canada, Alaska
- Xysticus elephantus Ono, 1978 — Nepal, China
- Xysticus ellipticus Turnbull, Dondale & Redner, 1965 — USA, Canada
- Xysticus embriki Kolosváry, 1935 — Austria, Greece to Kazakhstan
- Xysticus emertoni Keyserling, 1880 — USA, Canada, Alaska, Slovakia to China
- Xysticus ephippiatus Simon, 1880 — Russia, Central Asia, Mongolia, China, Korea, Japan
- Xysticus erraticus (Blackwall, 1834) — Europe, Russia
- Xysticus excavatus Schenkel, 1963 — China
- Xysticus facetus O. P.-Cambridge, 1896 — México to El Salvador
- Xysticus fagei Lessert, 1919 — East África
- Xysticus fagei Schenkel, 1963 — China
- Xysticus federalis Gertsch, 1953 — México
- Xysticus ferox (Hentz, 1847) — USA, Canada
- Xysticus ferrugineus Menge, 1876 — Palearctic
- Xysticus ferruginoides Schenkel, 1963 — Russia, Mongolia
- Xysticus ferus O. P.-Cambridge, 1876 — Cyprus, Egypt, Israel
- Xysticus fervidus Gertsch, 1953 — USA, Canada
- Xysticus fienae (Jocqué, 1993) — Spain
- Xysticus flavitarsis Simon, 1877 — Congo
- Xysticus flavovittatus Keyserling, 1880 — USA
- Xysticus floridanus Banks, 1896 — USA
- Xysticus fraternus Banks, 1895 — USA, Canada
- Xysticus fuerteventurensis (Wunderlich, 1992) — Canary Islands
- Xysticus funestus Keyserling, 1880 — North America
- Xysticus furtivus Gertsch, 1936 — USA
- Xysticus gallicus Simon, 1875 — Palearctic
  - Xysticus gallicus batumiensis Mcheidze & Utochkin, 1971 — Georgia
- Xysticus gattefossei Denis, 1956 — Morocco
- Xysticus geometres L. Koch, 1874 — Queensland
- Xysticus gertschi Schick, 1965 — North America
- Xysticus ghigii Caporiacco, 1938 — México
- Xysticus gobiensis Marusik & Logunov, 2002 — Russia, Mongolia, China
- Xysticus gortanii Caporiacco, 1922 — Italy
- Xysticus gosiutus Gertsch, 1933 — USA, Canada
- Xysticus gracilis Keyserling, 1880 — Colombia
- Xysticus graecus C. L. Koch, 1837 — Eastern Mediterranean, Russia
- Xysticus grallator Simon, 1932 — Spain, Corsica
- Xysticus grohi (Wunderlich, 1992) — Madeira
- Xysticus guizhou Song & Zhu, 1997 — China
- Xysticus gulosus Keyserling, 1880 — North America
- Xysticus gymnocephalus Strand, 1915 — Turkey, Lebanon, Israel
- Xysticus hainanus Song, 1994 — China
- Xysticus havilandi Lawrence, 1942 — South África
- Xysticus hedini Schenkel, 1936 — Russia, Mongolia, China, Korea, Japan
- Xysticus helophilus Simon, 1890 — Yemen
- Xysticus hepaticus Simon, 1903 — Madagascar
- Xysticus himalayaensis Tikader & Biswas, 1974 — India
- Xysticus hindusthanicus Basu, 1965 — India
- Xysticus hotingchiehi Schenkel, 1963 — China
- Xysticus hui Platnick, 1993 — China
- Xysticus humilis Redner & Dondale, 1965 — USA
- Xysticus ibex Simon, 1875 — France, Spain
  - Xysticus ibex dalmasi Simon, 1932 — France
- Xysticus ictericus L. Koch, 1874 — Fiji
- Xysticus idolothytus Logunov, 1995 — Kazakhstan, Mongolia
- Xysticus illaudatus Logunov, 1995 — Russia
- Xysticus imitarius Gertsch, 1953 — USA
- Xysticus indiligens (Walckenaer, 1837) — USA
- Xysticus insulicola Bösenberg & Strand, 1906 — China, Korea, Japan
- Xysticus iviei Schick, 1965 — USA
  - Xysticus iviei sierrensis Schick, 1965 — USA
- Xysticus jabalpurensis Gajbe & Gajbe, 1999 — India
- Xysticus jaharai Basu, 1979 — India
- Xysticus japenus Roewer, 1938 — Indonesia
- Xysticus jiangi Peng, Yin & Kim, 2000 — China
- Xysticus jinlin Song & Zhu, 1995 — China
- Xysticus joyantius Tikader, 1966 — India
- Xysticus jugalis L. Koch, 1875 — Ethiopia
  - Xysticus jugalis larvatus Caporiacco, 1949 — Kenya
- Xysticus kalandadzei Mcheidze & Utochkin, 1971 — Georgia
- Xysticus kali Tikader & Biswas, 1974 — India
- Xysticus kamakhyai Tikader, 1962 — India
- Xysticus kansuensis Tang, Song & Zhu, 1995 — China
- Xysticus kashidi Tikader, 1963 — India
- Xysticus kaznakovi Utochkin, 1968 — Turkey to Central Asia
- Xysticus kempeleni Thorell, 1872 — Europe to Central Asia
  - Xysticus kempeleni nigriceps Simon, 1932 — France
- Xysticus keyserlingi Bryant, 1930 — USA, Canada
- Xysticus khasiensis Tikader, 1980 — India
- Xysticus kochi Thorell, 1872 — Europe, Mediterranean to Central Asia
  - Xysticus kochi abchasicus Mcheidze & Utochkin, 1971 — Georgia
- Xysticus krakatauensis Bristowe, 1931 — Krakatau
- Xysticus kulczynskii Wierzbicki, 1902 — Azerbaijan, Iran
- Xysticus kurilensis Strand, 1907 — Russia, China, Korea, Japan
- Xysticus kuzgi Marusik & Logunov, 1990 — Central Asia
- Xysticus labradorensis Keyserling, 1887 — Holarctic
- Xysticus laetus Thorell, 1875 — Italy to Central Asia
- Xysticus lalandei (Audouin, 1826) — Egypt, Israel
- Xysticus lanio C. L. Koch, 1835 — Palearctic
  - Xysticus lanio alpinus Kulczynski, 1887 — Austria
- Xysticus lanzarotensis (Wunderlich, 1992) — Canary Islands
- Xysticus lapidarius Utochkin, 1968 — Central Asia
- Xysticus lassanus Chamberlin, 1925 — USA, México
- Xysticus laticeps Bryant, 1933 — USA, Cuba
- Xysticus latitabundus Logunov, 1995 — Russia
- Xysticus lendli Kulczynski, 1897 — Hungary
- Xysticus lepnevae Utochkin, 1968 — Russia, Korea, Sakhalin
- Xysticus lindbergi Roewer, 1962 — Afghanistan
- Xysticus lineatus (Westring, 1851) — Palearctic
- Xysticus locuples Keyserling, 1880 — USA, Canada
- Xysticus loeffleri Roewer, 1955 — Central Asia
- Xysticus logunovi Seyfulina & Mikhailov, 2004 — Russia
- Xysticus logunovi Ono & Martens, 2005 — Iran
- Xysticus lucifugus Lawrence, 1937 — South África
- Xysticus luctans (C. L. Koch, 1845) — USA, Canada
- Xysticus luctator L. Koch, 1870 — Palearctic
- Xysticus luctuosus (Blackwall, 1836) — Holarctic
- Xysticus lutzi Gertsch, 1935 — USA, México
- Xysticus macedonicus Silhavy, 1944 — Germany, Switzerland, Austria, Macedonia, Turkey
- Xysticus maculatipes Roewer, 1962 — Afghanistan
- Xysticus maculiger Roewer, 1951 — Yarkand
- Xysticus madeirensis (Wunderlich, 1992) — Madeira
- Xysticus manas Song & Zhu, 1995 — China
- Xysticus marmoratus Thorell, 1875 — Hungary, Slovakia, Bulgaria, Russia, Ukraine
- Xysticus martensi Ono, 1978 — Nepal
- Xysticus marusiki Ono & Martens, 2005 — Turkey, Iran
- Xysticus minor Charitonov, 1946 — Central Asia
- Xysticus minutus Tikader, 1960 — India
- Xysticus mongolicus Schenkel, 1963 — Kazakhstan, Mongolia, China
- Xysticus montanensis Keyserling, 1887 — USA, Canada, Alaska
- Xysticus mugur Marusik, 1990 — Russia
- Xysticus mulleri Lawrence, 1952 — South África
- Xysticus multiaculeatus Caporiacco, 1940 — Ethiopia
- Xysticus mundulus O. P.-Cambridge, 1885 — Yarkand
- Xysticus namaquensis Simon, 1910 — South África
- Xysticus natalensis Lawrence, 1938 — South África
- Xysticus nataliae Utochkin, 1968 — Russia
- Xysticus nebulo Simon, 1909 — Vietnam
- Xysticus nenilini Marusik, 1989 — Russia, Mongolia
- Xysticus nepalhimalaicus Ono, 1978 — Nepal
- Xysticus nevadensis (Keyserling, 1880) — USA
- Xysticus nigriceps Berland, 1922 — East África
- Xysticus nigromaculatus Keyserling, 1884 — USA, Canada
- Xysticus nigropunctatus L. Koch, 1867 — Queensland
- Xysticus nigrotrivittatus (Simon, 1870) — Portugal, Spain
- Xysticus ninnii Thorell, 1872 — Palearctic
  - Xysticus ninnii fusciventris Crome, 1965 — Eastern Europe to Mongolia
- Xysticus nitidus Hu, 2001 — China
- Xysticus nubilus Simon, 1875 — Mediterranean, Azores, Macronesia
- Xysticus nyingchiensis Song & Zhu, 1995 — China
- Xysticus obesus Thorell, 1875 — Russia, Ukraine
- Xysticus obscurus Collett, 1877 — Holarctic
- Xysticus ocala Gertsch, 1953 — USA
- Xysticus orizaba Banks, 1898 — México
- Xysticus ovadan Marusik & Logunov, 1995 — Turkmenistan
- Xysticus ovatus Simon, 1876 — France
- Xysticus ovcharenkoi Marusik & Logunov, 1990 — Central Asia
- Xysticus paiutus Gertsch, 1933 — USA, México
- Xysticus palawanicus Barrion & Litsinger, 1995 — Philippines
- Xysticus palpimirabilis Marusik & Chevrizov, 1990 — Kyrgyzstan
- Xysticus paniscus L. Koch, 1875 — Germany
- Xysticus parallelus Simon, 1873 — Corsica, Sardinia
- Xysticus parapunctatus Song & Zhu, 1995 — China
- Xysticus pearcei Schick, 1965 — USA
- Xysticus peccans O. P.-Cambridge, 1876 — Egypt
- Xysticus pellax O. P.-Cambridge, 1894 — North America
- Xysticus peninsulanus Gertsch, 1934 — USA
- Xysticus pentagonius Seyfulina & Mikhailov, 2004 — Russia
- Xysticus periscelis Simon, 1908 — Western Australia
- Xysticus pieperi Ono & Martens, 2005 — Iran
- Xysticus pigrides Mello-Leitão, 1929 — Cape Verde Islands
- Xysticus pinocorticalis (Wunderlich, 1992) — Canary Islands
- Xysticus posti Sauer, 1968 — USA
- Xysticus potamon Ono, 1978 — Nepal
- Xysticus pretiosus Gertsch, 1934 — USA, Canada
- Xysticus promiscuus O. P.-Cambridge, 1876 — Egypt, Israel
- Xysticus pseudobliteus (Simon, 1880) — Russia, Kazakhstan, Mongolia, China, Korea
- Xysticus pseudocristatus Azarkina & Logunov, 2001 — Central Asia to China
- Xysticus pseudolanio Wunderlich, 1995 — Turkey
- Xysticus pseudoluctuosus Marusik & Logunov, 1995 — Tajikistan
- Xysticus pseudorectilineus (Wunderlich, 1995) — Greece, Turkey
- Xysticus pulcherrimus Keyserling, 1880 — Colombia
- Xysticus punctatus Keyserling, 1880 — USA, Canada
- Xysticus pygmaeus Tyschchenko, 1965 — Kazakhstan
- Xysticus pynurus Tikader, 1968 — India
- Xysticus quadratus Tang & Song, 1988 — China
- Xysticus quadrispinus Caporiacco, 1933 — Libya
  - Xysticus quadrispinus concolor Caporiacco, 1933 — Libya
- Xysticus quagga Jocqué, 1977 — Morocco
- Xysticus rainbowi Strand, 1901 — New Guinea
- Xysticus rectilineus (O. P.-Cambridge, 1872) — Syria, Lebanon, Israel
- Xysticus robinsoni Gertsch, 1953 — USA, México
- Xysticus robustus (Hahn, 1832) — Europe to Central Asia
  - Xysticus robustus strandianus Ermolajev, 1937 — Russia
- Xysticus rockefelleri Gertsch, 1953 — México
- Xysticus roonwali Tikader, 1964 — India, Nepal
- Xysticus rostratus Ono, 1988 — Russia, Japan
- Xysticus rugosus Buckle & Redner, 1964 — Russia, Canada, USA
- Xysticus ryukyuensis Ono, 2002 — Ryukyu Islands
- Xysticus sabulosus (Hahn, 1832) — Palearctic
  - Xysticus sabulosus occidentalis Kulczynski, 1916 — France
- Xysticus saganus Bösenberg & Strand, 1906 — Russia, China, Korea, Japan
- Xysticus sagittifer Lawrence, 1927 — Namibia
- Xysticus sansan Levy, 2007 — Israel
- Xysticus sardiniensis (Wunderlich, 1995) — Sardinia
- Xysticus schoutedeni Lessert, 1943 — Congo
- Xysticus secedens L. Koch, 1876 — Austria, Balkans
- Xysticus semicarinatus Simon, 1932 — France, Spain, Portugal
- Xysticus seserlig Logunov & Marusik, 1994 — Russia, Mongolia
- Xysticus setiger O. P.-Cambridge, 1885 — Pakistan, India
- Xysticus sharlaa Marusik & Logunov, 2002 — Russia
- Xysticus shillongensis Tikader, 1962 — India
- Xysticus shyamrupus Tikader, 1966 — India
- Xysticus sibiricus Kulczynski, 1908 — Russia
- Xysticus siciliensis Wunderlich, 1995 — Sicily
- Xysticus sicus Fox, 1937 — Russia, China, Korea
- Xysticus sikkimus Tikader, 1970 — India, China
- Xysticus silvestrii Simon, 1905 — Argentina
- Xysticus simonstownensis Strand, 1909 — South África
- Xysticus simplicipalpatus Ono, 1978 — Nepal, Bhutan
- Xysticus sinaiticus Levy, 1999 — Egypt
- Xysticus sjostedti Schenkel, 1936 — Russia, Mongolia
- Xysticus slovacus Svaton, Pekár & Prídavka, 2000 — Slovakia, Russia
- Xysticus soderbomi Schenkel, 1936 — Mongolia, China
- Xysticus soldatovi Utochkin, 1968 — Russia, China
- Xysticus spasskyi Utochkin, 1968 — Russia
- Xysticus sphericus (Walckenaer, 1837) — USA
- Xysticus spiethi Gertsch, 1953 — México
- Xysticus squalidus Simon, 1883 — Canary Islands, Madeira
- Xysticus strandi Kolosváry, 1934 — Hungary
- Xysticus striatipes L. Koch, 1870 — Palearctic
- Xysticus subjugalis Strand, 1906 — Ethiopia
  - Xysticus subjugalis nigerrimus Caporiacco, 1941 — Ethiopia
- Xysticus tampa Gertsch, 1953 — USA
- Xysticus tarcos L. Koch, 1875 — Ethiopia
- Xysticus taukumkurt Marusik & Logunov, 1990 — Kazakhstan
- Xysticus tenebrosus Silhavy, 1944 — East Mediterranean
  - Xysticus tenebrosus ohridensis Silhavy, 1944 — Macedonia
- Xysticus texanus Banks, 1904 — USA, México
- Xysticus thessalicoides Wunderlich, 1995 — Greece, Crete, Turkey
- Xysticus thessalicus Simon, 1916 — Balkans, Greece, Turkey, Israel
- Xysticus tikaderi Bhandari & Gajbe, 2001 — India
- Xysticus toltecus Gertsch, 1953 — México
- Xysticus torsivoides Song & Zhu, 1995 — China
- Xysticus torsivus Tang & Song, 1988 — China
- Xysticus tortuosus Simon, 1932 — Portugal to Austria, Morocco, Algeria
- Xysticus transversomaculatus Bösenberg & Strand, 1906 — Japan
- Xysticus triangulosus Emerton, 1894 — USA, Canada, Alaska
- Xysticus triguttatus Keyserling, 1880 — USA, Canada
- Xysticus tristrami (O. P.-Cambridge, 1872) — Saudi Arabia to Central Asia
- Xysticus trizonatus Ono, 1988 — Japan
- Xysticus tsanghoensis Hu, 2001 — China
- Xysticus tugelanus Lawrence, 1942 — South África
- Xysticus turkmenicus Marusik & Logunov, 1995 — Central Asia
- Xysticus turlan Marusik & Logunov, 1990 — Central Asia
- Xysticus tyshchenkoi Marusik & Logunov, 1995 — Central Asia
- Xysticus ukrainicus Utochkin, 1968 — Russia, Georgia
- Xysticus ulkan Marusik & Logunov, 1990 — Russia, Kyrgyzstan
- Xysticus ulmi (Hahn, 1831) — Palearctic
- Xysticus urbensis Lawrence, 1952 — South África
- Xysticus urgumchak Marusik & Logunov, 1990 — Central Asia
- Xysticus vachoni Schenkel, 1963 — Russia, Kazakhstan, Mongolia, Japan
- Xysticus variabilis Keyserling, 1880 — USA
- Xysticus verecundus Gertsch, 1934 — México
- Xysticus verneaui Simon, 1883 — Canary Islands, Madeira
- Xysticus viduus Kulczynski, 1898 — Palearctic
- Xysticus viveki Gajbe, 2005 — India
- Xysticus wagneri Gertsch, 1953 — México
- Xysticus walesianus Karsch, 1878 — New South Wales
- Xysticus winnipegensis Turnbull, Dondale & Redner, 1965 — Canada
- Xysticus wuae Song & Zhu, 1995 — China
- Xysticus wunderlichi Logunov, Marusik & Trilikauskas, 2001 — Russia
- Xysticus xerodermus Strand, 1913 — Turkey, Israel
- Xysticus xiningensis Hu, 2001 — China
- Xysticus xizangensis Tang & Song, 1988 — China
- Xysticus xysticiformis (Caporiacco, 1935) — Central Asia, China
- Xysticus yogeshi Gajbe, 2005 — India
- Xysticus zonshteini Marusik, 1989 — Kyrgyzstan, Tajikistan